# The Nature Conservancy
The Nature Conservancy é uma organização internacional, sem fins lucrativos, líder na conservação da biodiversidade e do meio ambiente, cuja missão é conservar plantas, animais e comunidades naturais que representam a diversidade da vida na Terra, protegendo espaços que necessitamos para sobreviver.
A TNC foi fundada em 1951 e tem cerca de quatro mil funcionários trabalhando em 400 escritórios em 35 países ao redor do mundo. O trabalho da TNC na América Latina começou em 1975, ajudando a apoiar a criação de parques nacionais na Costa Rica. Atualmente tem 35 escritórios e 250 funcionários na região, presente em 16 países latino-americanos: Argentina, Belize, Bolívia, Brasil, Chile, Colômbia, Costa Rica, Equador, Granada, Guatemala, Honduras, Ilhas Virgens, Jamaica, Bahamas, México, Nicarágua, Panamá, Peru, República Dominicana e Venezuela.
A The Nature Conservancy tem o apoio de mais de um milhão de associados e já ajudou a proteger mais de 50 milhões de hectares de terra ao redor do mundo através de estratégias inovadoras de conservação. Somente na América Latina e no Caribe, tem protegido 33 milhões de hectares de terras e áreas marinhas. A fim de cumprir a sua missão de conservação, a The Nature Conservancy tem mobilizado centenas de milhares de dólares de fontes públicas e privadas. Para 2009, a organização tinha um total de 5,64 milhões de dólares.
The Nature Conservancy é considerada uma das organizações sem fins lucrativos mais confiáveis dos Estados Unidos, de acordo com pesquisas anuais realizadas pela Harris Interactive desde 2005. Da mesma forma, a Charity Navigator concedeu  quatro estrelas (classificação mais alta dada pelo avaliador de organizações sem fins lucrativos) para a TNC em 2008; na verdade, a ONG é a terceira maior  organização sem fins lucrativos dos EUA a e maior dedicada a cuidar do meio ambiente, considerando seu patrimônio e renda.
The Nature Conservancy é liderada por Mark Tercek (Presidente e CEO), ex-diretor administrativo do Goldman Sachs e professor adjunto da Stern School of Business da Universidade de Nova York (Stern School da New York University of Business).

## Método
A The Nature Conservancy protege lugares específicos onde espécies vegetais e animais podem sobreviver por muitas gerações. A organização utiliza uma análise científica e sistemática para identificar locais adequados em escala e ricos em flora e fauna para garantir resultados significativos de conservação.
A organização é reconhecida por seu foco sobre o trabalho em grande escala e estratégias de conservação replicáveis. Trabalha com parceiros públicos e privados para alcançar resultados tangíveis e mensuráveis no campo. Sua força do núcleo encontra-se em uma abordagem baseada na colaboração e ciência para melhorar as práticas para a preservação da natureza. Com especialistas em praticamente todos os campos da conservação de agronomia, economia ambiental, através da gestão de bacias de água doce, a TNC tem usado suas seis décadas de experiência em conservação, suas realizações no monitoramento e modelos de controle remoto, e liderança na aplicação da ciência para preservar as terras e as águas que a vida depende.
Em cada local de trabalho, a The Nature Conservancy tem uma gama de estratégias destinadas as condições locais entre as quais incluem o apoio à criação e fortalecimento de áreas protegidas públicas, a compra de terrenos para a conservação, apoio aos proprietários para gestão sustentável da sua terra, trabalho com governos locais e nacionais, organizações privadas e comunidades de base. A The Nature Conservancy está focada em encontrar soluções pragmáticas para os problemas de conservação de biodiversidade.
Para atingir seus objetivos, trabalha com diversos setores, incluindo indivíduos, comunidades, redes, organizações parceiras, agências governamentais e empresas preocupadas com a gestão ambiental. O resultado é uma rede de sucessos tangíveis, locais protegidos em escala apropriada, em cooperação com parceiros locais, mesmo como uma influência positiva sobre os outros buscando a conservação em suas próprias comunidades.

## Conservação Planejada
Por mais de uma década, o trabalho da The Nature Conservancy tem sido orientado por um quadro chamado Conservation by Design - uma metodologia científica e atestada que determina onde trabalhar, o que conservar, quais estratégias devem ser utilizadas e também mede a eficácia em termos conservação dos ecossistemas.
A Metodologia de Projeto de Conservação envolve uma colaboração com base científica e principais métodos analíticos utilizados para avaliar e planejar as ações da ONG. Nos mais de 30 países onde a organização está presente, o Conservation by Design ajuda a preservar ecossistemas saudáveis que sustentam as pessoas e abrigam a diversidade da vida na Terra.

## Estratégias

### Mudanças Climáticas
A The Nature Conservancy trabalha na busca de alternativas para mitigar os efeitos das mudanças climáticas através da implementação de projetos como o REDD, destinadas a reduzir as emissões de carbono. A TNC tem desenvolvido, testado e implementado as atividades de REDD em todo o mundo durante a última década para proteger as florestas, combater às alterações climáticas e beneficiar as comunidades locais.
Confrontado com os impactos das alterações climáticas, a The Nature Conservancy também está projetando estratégias para responder às mudanças já em curso, principalmente no ambiente marinho; o objetivo é garantir que importantes habitats naturais sobrevivam em um clima em mudança.

### Conservação Terras Privadas
Algumas das grandes florestas remanescentes na América Latina têm sido declaradas como áreas protegidas públicas. No entanto, milhões de hectares de florestas e outros ecossistemas naturais estão localizados dentro de propriedades privadas e enfrentam ameaças como resultado de uma situação insustentável de exploração, desenvolvimento e extração de petróleo e gás, turismo, agricultura e pecuária intensiva. Uma das estratégias de conservação da The Nature Conservancy é proteger essas áreas por meio de ferramentas inovadoras para proteção dos solos, incluindo a implementação de técnicas produtivas que não agridam o ambiente, estabelecendo espaços para conservação, sistemas silvipastoris e o convite aos proprietários fazer parte de projetos de conservação.

### Produção sustentável
A The Nature Conservancy promove estratégias de conservação na comunidade para criar incentivos econômicos e aumentar a produtividade a longo prazo de suas terras. A TNC apoia as comunidades a produzir, promover e vender produtos cuja produção complementa a saúde do meio ambiente, como orgânicos, café sombra, mel, cacau e criação de animais. Este tipo de iniciativas de conservação combinam ciência e tecnologia com o conhecimento tradicional. Através de atividades como agricultura e pecuária sustentável, ecoturismo, planejamento de uso da terra e educação da comunidade, a The Nature Conservancy espera garantir um equilíbrio entre as pessoas e a natureza em locais críticos.

### Trocar dívida
A troca de dívida é uma estratégia que permite que um país possa amortizar parte de sua dívida em capital e investimentos em conservação.
Através destes acordos, uma parte da dívida do país com o governo dos EUA é perdoada pelo compromisso de destinar esses mesmos fundos para a conservação do país. É gerado financiamento contínuo durante um período de 10 a 20 anos para atividades de conservação em áreas de alta prioridade. A TNC tem proporcionado a conversão da dívida em Costa Rica, Peru, Jamaica, Belize, Panamá, Colômbia e Guatemala, alavancando milhões de dólares para atividades de conservação nestes países a cada ano.

### Conservação do Conselho para a América Latina
Com o objetivo de trabalhar para resolver os desafios ambientais mais significativos para o benefício da natureza e povos da América Latina, 34 dos líderes empresariais e políticos da região se uniram para formar o Conselho de Conservação para a América Latina, sob coordenação da The Nature Conservancy (TNC).
O Conselho – co-presidido pelo ex-secretário do Tesouro dos Estados Unidos, Henry M. Paulson Jr., e pelo Diretor Geral do Warburg Pincus Brasil, Alain Belda –  reúne a visão e a experiência do setor privado em todo o continente para construir soluções empreendedoras e inovadoras para os desafios ambientais na região. Os membros do Conselho aplicam a mesma habilidade para investimento e perspicácia política que usam no mundo dos negócios e do setor público para gerar oportunidades para a conservação.
Líderes de Argentina, Brasil, Chile, Colômbia, México, Nicarágua, Panamá, Peru e Venezuela fazem parte do Conselho e outros dos Estados Unidos e na Europa com fortes ligações com a região.
"A América Latina está mudando e crescendo rapidamente, e há uma oportunidade única para dirigir esse crescimento no caminho da sustentabilidade", disse Paulson, que tem sido um fator-chave para unir os membros do Conselho. "Claramente é hora de começar a usar uma abordagem verdadeiramente pan-regional em termos de sustentabilidade, e garantir o bem-estar das florestas, pradarias, rios e oceanos que sustentam a vida e as economias do povo da região. O Conselho será uma voz que vai orientar as ações para enfrentar esses desafios”.
Como parte de sua visão, o Conselho terá como foco os problemas ambientais na América Latina, que são os maiores desafios para o bem-estar das pessoas e ecossistemas. Equipes de membros do Conselho colaboram na concepção, implementação e avaliação de um conjunto de projetos destinados a responder a estes desafios, além de promover a adoção de práticas inovadoras de conservação em toda a região. O Conselho vai se concentrar em:
• Soluções para tratar da segurança da água com base na natureza: O Conselho vai mobilizar empresas e líderes políticos locais para buscar soluções baseadas na natureza para ajudar a garantir o abastecimento de água em cidades latino-americanas de maior risco em termos de disponibilidade, o que beneficiaria cerca de 100 milhões de pessoas.
• A segurança alimentar e paisagens sustentáveis e seascapes: O Conselho irá participar de esforços com organizações que se especializam na produtividade agrícola, pecuária e peixes para aumentar a produção de alimentos e, ao mesmo tempo, proteger as florestas, pastagens e áreas marinhas únicas na região.
• O desenvolvimento de infra-estrutura "inteligente": O Conselho vai trabalhar para aproveitar as oportunidades políticas e empresariais que contribuem para o design de uma infraestrutura de energia, mineração, turismo e transportes, que reduz drasticamente o impacto negativo sobre os sistemas naturais e leva em conta o real e serviços gerados por eles, como parte integrante de sua implementação.
Os membros do Conselho também trabalham para aumentar a consciência sobre estas questões importantes entre a população da América Latina e para promover uma maior utilização de oportunidades de conservação em toda a região.

## Comentários
Desde a sua fundação, a The Nature Conservancy tem enfrentado inúmeras críticas que podem ser classificados nas seguintes categorias:
• Proximidade às empresas. Alguns ambientalistas acreditam que o desenvolvimento industrial não se alinha com a conservação e são contra a política do TNC para permitir a exploração de petróleo, gás de madeira, mineração e natural em terreno doado para a organização. A TNC argumenta que as corporações têm um impacto substancial sobre o meio ambiente e, portanto, tem que trabalhar com eles para que suas práticas não resultem em danos ao meio ambiente.
• Venda de mercadorias. Houve acusações contra TNC por ter recebido um terreno por doação e o vendido depois, em alguns casos seus doadores os usaram de maneira que não respeitava o meio ambiente local. A explicação da TNC para estas vendas é que o valor recebido na venda permite que a organização melhore a conservação de lugares mais críticos e ameaçados. No entanto, a TNC tem uma política de não-lucro (no-net-profit policy) que existe há anos para este tipo de transação.